# I Do Not Hook Up
Singles de Kelly Clarkson
My Life Would Suck Without You
(2009) Already Gone
(2009)
Pistes de All I Ever Wanted
My Life Would Suck Without You Cry
I Do Not Hook Up est le second single du quatrième album de la chanteuse américaine Kelly Clarkson, All I Ever Wanted sorti en 2009.
La chanson a été écrite par Greg Wells, Kara DioGuardi et Katy Perry, en effet la chanson a été initialement prévue pour être sur l'album (A) Katy Perry de Katy perry, et s'appelait alors seulement "Hook Up". L'album n'ayant jamais été sorti, Katy Perry "offrit" la chanson à Kelly Clarkson.
Le clip vidéo, réalisé par Bryan Barber, a été mis en ligne le 20 avril 2009.
Le single s'est vendu à plus de 800.000 exemplaires, dont plus de 690.000 aux États-Unis .

## Position dans les hits-parades
| Chart (2009)                  | Meilleure position |
| ----------------------------- | ------------------ |
| Australian ARIA Singles Chart | 9                  |
| Autriche                      | 68                 |
| Canada                        | 13                 |
| Pays-Bas                      | 19                 |
| Allemagne                     | 55                 |
| Hongrie                       | 10                 |
| Irlande                       | 30                 |
| Italie                        | 47                 |
| New Zealand Singles Chart     | 31                 |
| Suède                         | 30                 |
| Royaume-Uni                   | 36                 |
| U.S. Billboard Hot 100        | 20                 |

## Certifications
| Pays       | Certification | Ventes  |
| ---------- | ------------- | ------- |
| États-Unis |               | 690,000 |
| Australie  | Or            | 35,000  |
| Canada     | Or            | 20,000  |